# Kintamani
Il Kintamani (anjing Kintamani) o il cane Kintamani-Bali  è un cane originario dell'isola indonesiana di Bali della regione di Kintamani. 
È un animale domestico popolare ed è l'unica razza ufficiale balinese. È una razza in evoluzione originaria della regione di Kintamani, è stata sviluppata partendo da cani di strada locali con cui convive a Bali in libertà.

## Storia
L'isola di Bali divenne un'isola circa 10.000 anni fa e i cani esistenti, a causa dell'isolamento geografico, si differenziarono in una razza endemica circa 3.000 anni fa. A partire dal 1926 le normative anitirabiche hanno impedito l'introduzione di altri cani nell'isola; ciò a reso al popolazione dei cani di Bali relativamente omogenea.
L'analisi genomica, però, ha chiarito che il cane è imparentato con il dingo australiano ed lontanamente imparentato anche con le razze riconosciute dall'AKC di origine asiatica ma non europea. 
Il cane Kintamani si è evoluto dai cani selvatici balinesi con poca perdita di diversità genetica, partendo da animali di fattoria degli agricoltori della regione di Kintamani.
Nel 2019 la FCI ha deciso di dare alla razza un riconoscimento provvisorio.

## Caratteristiche
Il cane Kintamani è descritto come intelligente, resistente, gentile e molto fedele alla famiglia, inoltre, sono noti per essere abili nella guardia.
Esso misura 40–50 cm per la femmina, 45–55 cm per il maschio; ha le orecchie erette, la coda ricurva in avanti tenuta sulla linea mediana, pelo medio-lungo, occhi a mandorla marroni e pigmento della pelle nero. Il mantello più desiderato è bianco con orecchie a punta.
In passato, la selezione artificiale per la morfologia o il comportamento non è stata esercitata sui cani di Bali, a differenza della popolazione canina occidentale; l'occidentalizzazioe del comportamento umano verso questi cani ha comportato l'emersione di differenze tra i cani dell'isola su cui è prevedibile una selezione futura.